# Divino de São Lourenço
Divino de São Lourenço è un comune del Brasile nello Stato dell'Espírito Santo, parte della mesoregione del Sul Espírito-Santense e della microregione di Alegre.